# Timur Zulfikarov
Timur Zulfiqorov (tiếng Nga/tiếng Tajik:Тимур Зульфикаров/Темур Зулфиқоров) (sinh ngày 17 tháng 8 năm 1936) là một nhà thơ, nhà viết kịch và tiểu thuyết gia người Nga / Tajikistan. Ông sinh ra ở Dushanbe, Tajikistan.

## Sự nghiệp và giải thưởng
Ông từng giải thưởng Ivan Bunin cho tác phẩm Zolotye Pismena Lyubvi (tiếng Nga: Золотые письмена любви).

## Tác phẩm
Gyron and Nolon on the Shipyard of Water.